# Семь факторов просветления
Семь факторов просветления (пали satta bojjhaṅgā, satta sambojjhaṅgā, санскр. sapta bodhyanga) — в буддизме умственные факторы, которые способствуют достижению полного и наивысшего знания и видения (просветления или пробуждения).
Ими являются:
- Осознанность (пали sati, санскр. smrti) — постоянное осознание реальности (дхармы).
- Исследование природы реальности (пали dhamma vicaya, санскр. dharmapravicaya).
- Энергия (пали viriya, санскр. vīrya), также решимость, усилие.
- Радость или восторг (пали pīti, санскр. prīti).
- Расслабление или спокойствие (пали passaddhi, санскр. passaddhi).) как тела, так и ума.
- Концентрация (самадхи) спокойное, однонаправленное состояние ума[1] или ясное осознавание.
- Невозмутимость (пали upekkha, санскр. upekshā) — способность принимать реальность такой, какая она есть (ятха-бхута, пали yathā-bhuta) без страстного желания или отвращения.

Эта оценка семи факторов пробуждения является одним из «семи наборов» «состояний, связанных с пробуждением» (бодхипаккхиядхамма пали bodhipakkhiyadhamma).

## Этимология
Словосочетание пали Satta sambojjhaṅgā происходит от:
- сатта — семь;
- бодх — абстрактное существительное, образованное от глагольного корня * budh- (пробуждать, осознавать, замечать, знать или понимать), соответствующее глаголам буджжхати (пали bujjhati) и бодхати или буддхйате санскр. budhyate;
- анга — часть целого; фактор, причина.

## В палийской литературе
Палийский канон относит бодджханги к благотворным мирским факторам, ведущим к просветлению. В палийских комментариях и Абхидхамме и бодджханги скорее являются сверхмирскими факторами, сопутствующим просветлению.

### Сутта-питака
46 глава «Самъютта-никаи», входящей в Сутта-питаку, называется «Бодджханга Саньютта» и посвящена факторам просветления.
В «Бхиккху сутте» (СН 46.5) говорится:
[Монах:] Достопочтенный господин, вот говорят:« факторы просветления, факторы просветления». В каком смысле они называются факторами просветления?
[Будда:] Они ведут к просветлению, монах, поэтому их называют факторами просветления...
В Сатипаттхана сутте МН 10 говорится, что во время медитации можно созерцать семь факторов просветления, а также их противоположность — пять препятствий (панча ниваранани, пали pañca nīvaraṇāni — чувственное удовольствие, недоброжелательность, ленивое оцепенение, беспокойство-неугомонность, сомнение). Кроме того, Метта сахагата сутта СН 46.54 определяет развитие факторов просветления в сопровождении каждой из четырёх брахма-вихар.
В Агги сутте СН 46.53 Будда указывает, что осознаность «полезна всегда» (саббаттхика пали sabbatthika); если же ум медлителен, следует развивать следующие факторы просветления — исследование, энергию и радость; а когда ум взволнован, следует развивать следующие факторы просветления —спокойствие, сосредоточение и невозмутимость.
В Татия гилана сутте СН 46.16 повествуется о том, как Будда тяжело заболел и попросил Достопочтенного Махачунду перечислить ему семь факторов просветления, что привело к исцелению.

### Абхидхамма и комментаторская литература
В Висуддхимагге, в разделе, посвящённом навыкам, необходимым для достижения и поддержания джхан, Буддхагхоша определяет бодджханги следующим образом:
- «Сильная внимательность… необходима во всех случаях»;
- «Когда ум вялый из-за чрезмерной слабости энергии и т. д., тогда… он должен развивать эти [три фактора просветления], начиная с исследования состояний…» (то есть дхамма-вичая, вирия, пити);
- «Когда ум взбудоражен чрезмерной энергией и т. д., тогда… он должен развивать эти [три фактора просветления], начиная со спокойствия…» (то есть пасаддхи, самадхи, упеккха).

## Медитация
Семь факторов пробуждения тесно связаны с практикой дхьян, напоминая различные факторы, являющиеся их частями.
В медитации каждый скорее всего, сталкивается с двумя из пяти препятствий — ленью и апатией (тхина-миддха пали thīna-middha), то есть поверхностным действием с незначительной собранностью или вообще без неё, и беспокойством и неугомонностью (уддхачча-куккучча пали uddhacca-kukkucca), то есть неспособностью успокоить ум. Как указывалось выше в Агги сутте СН 46.53 при лени и апатии рекомендуется развивать радость или восторг, исследование и энергию. Расслабление, концентрацию и невозмутимость следует развивать, когда вы испытываете беспокойство или неугомонность. Внимательность должна присутствовать постоянно, чтобы оставаться в курсе физических изменений, а также отслеживать движения ума в умелом или неумелом направлении.